# Dick Spring
Richard Brendan (Dick) Spring (Tralee, 29 augustus 1950) is een Iers politicus en voormalig sportman.
Spring was tussen 1982 en 1997 driemaal Tánaiste en leider van de Ierse Labourpartij. Naast politicus is Spring bekend als sportman. Hij speelde Gaelic football en hurling, waarna hij overstapte op rugby, waarbij hij in 1979 driemaal voor het Ierse nationale team uitkwam in het Vijflandentoernooi.
- Gemeinsame Normdatei: 119198290
- International Standard Name Identifier: 0000 0000 7859 1761
- Library of Congress Control Number: n93093425
- National Archives and Records Administration: 10575806
- SNAC: w60w28tm
- Système universitaire de documentation: 103162240
- Virtual International Authority File: 3275410
- WorldCat: E39PBJpypQJ7TDXhBBq6m9jHmd